# Апсолутна моћ
Апсолутна моћ (енгл. Absolute Power) је филмски трилер из 1997. године снимљен по роману Дејвида Балдачија. Главне улоге: Клинт Иствуд, Џин Хекман и Ед Харис.

## Радња
Лутер Витни је професионални лопов који повремено ради. Рачунао је да ће, ако му последњи „случај” прође како је планирано, моћи заувек да напусти своју делатност.
Током пљачке богате виле, мора да се сакрије у тајну собу, где кроз двосмерно огледало види жену власника куће коју је опљачкао са другом особом. Почињу да се сексају, а када јој мушкарац, одлучивши да да "оштрину", удари шамар, она стварно одговара. Човек се узбуђује и почиње да је силује (испоставило се да је садиста). Жена посегне за ножем за папир и рани мушкарца, а затим унесе нож са намером да га убоде. У том тренутку он дозива помоћ и двоје људи упада у просторију од којих један пуца у жену. Она је убијена.
Обојица су били чланови председникове тајне службе, за које се испоставило да је тај човек, Алан Ричмонд. Одмах се појављује Глорија Расел, која је шеф председничког штаба, а након што је сазнала шта се догодило, одлучује да сакрије шта се догодило, приказујући све као да је жену убио провалник. Након што рашчисте отиске стопала у просторији, забораве на резач папира. Витни напушта собу и враћа га, али агенти се сећају и враћају се, проналазећи Витни и почињу да га јуре.
Полиција почиње да истражује убиство, а откривају се многе недоследности које открива истражитељ Сет Франк, који сумња да све није онако како изгледа. Френк сумњичи Витни за умешаност у злочин, али не верује да је управо он постао убица. Витни покушава да напусти град, али када сазна колико је Ричмонд корумпиран и неморалан, одлучује да се игра умних игрица са њим и његовим људима. Истовремено, Ричмонд жели да Витни буде заувек ућуткана.

## Улоге
| Глумац         | Улога                   |
| -------------- | ----------------------- |
| Клинт Иствуд   | Лутер Витни             |
| Џин Хекман     | Председник Алан Ричмонд |
| Ед Харис       | Детектив Сет Френк      |
| Лора Лини      | Кејт Витни              |
| Скот Глен      | Агент Бил Бартон        |
| Денис Хејсберт | Агент Тим Колин         |
| Џуди Дејвис    | шефица Глорија Расел    |
| И. Џ. Маршал   | Волтер Саливан          |
| Мелора Хардин  | Кристи Саливан          |
| Ричард Џенкинс | Мајкл Макарти           |
| Марк Марголис  | Ред Брендсфорд          |

## Зарада
Филм је у САД зарадио 50.068.310$.